# Zur frohen Botschaft (Berlin)

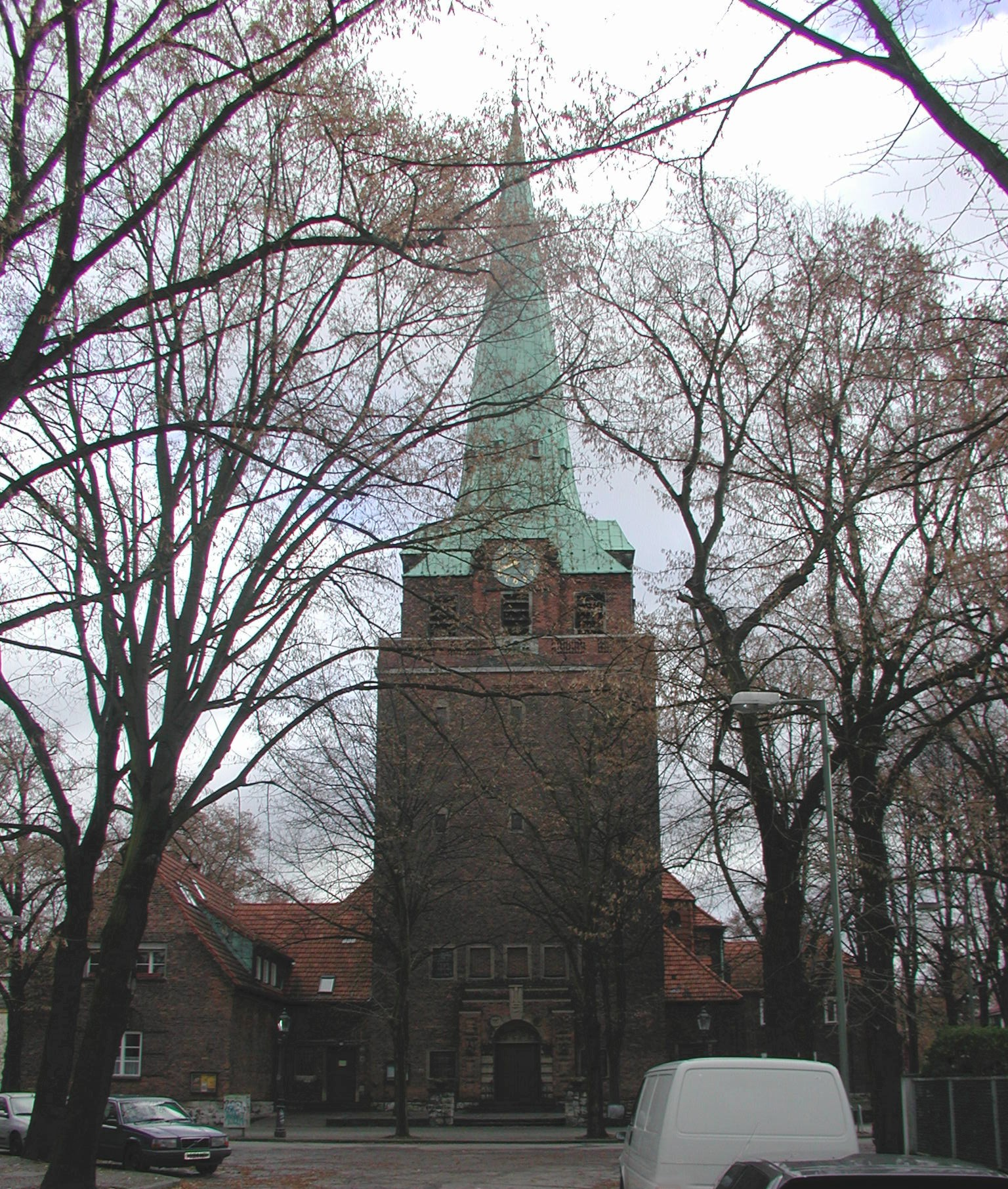
Westansicht der Kirche mit Küsterhaus (links) und Pfarrhaus (rechts)

Die evangelische Pfarrkirche „Zur frohen Botschaft“ im Berliner Ortsteil Karlshorst des Bezirks Lichtenberg wurde 1910 eingeweiht. Sie ist eines von drei Kirchengebäuden der am 1. September 2001 gebildeten Evangelischen Paul-Gerhardt-Kirchengemeinde Lichtenberg (Evangelische Kirche Berlin-Brandenburg-schlesische Oberlausitz). Sie steht auf einem gesonderten Platz an der Weseler Straße.

## Baugeschichte

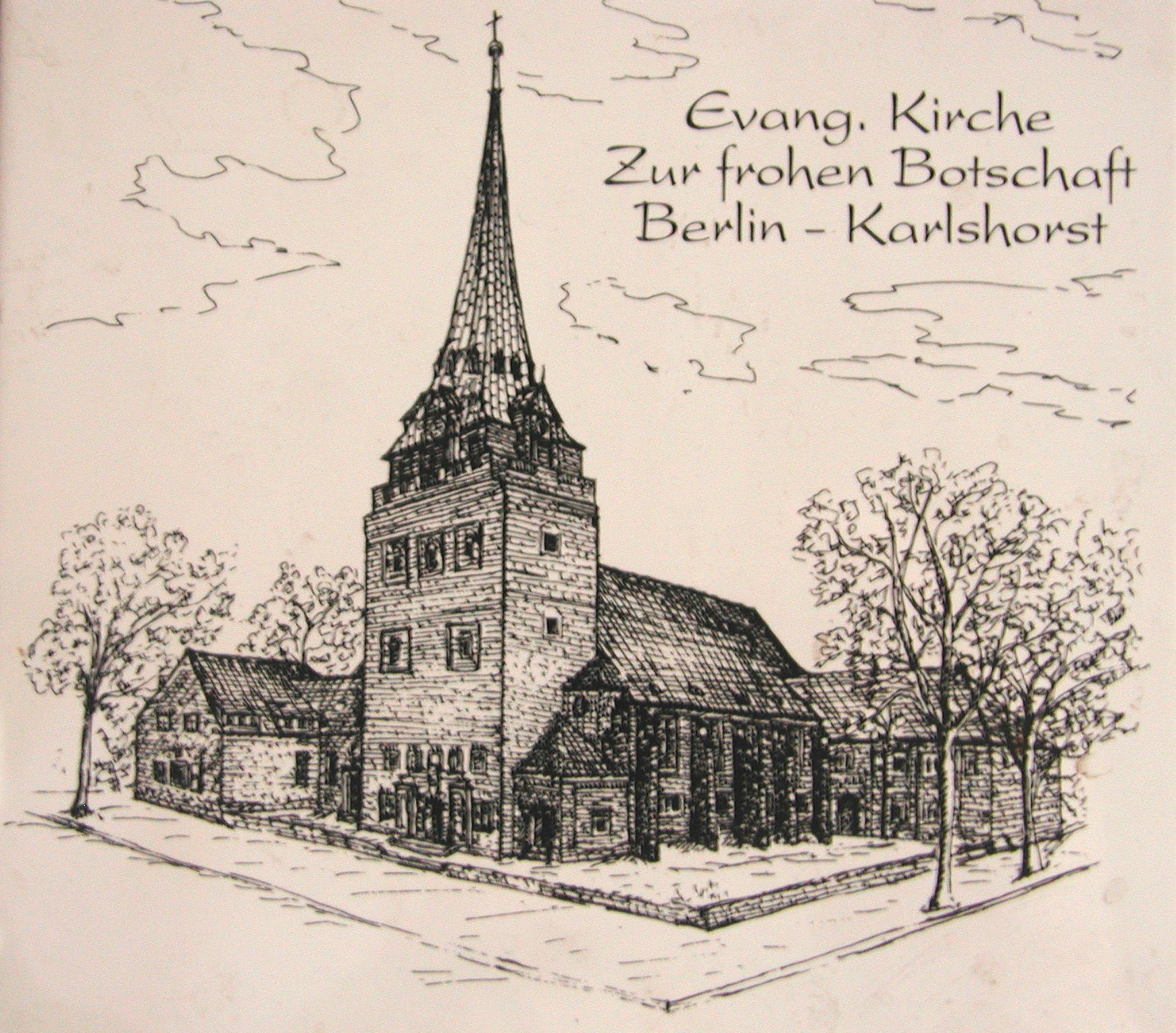
Alte Ansicht auf einer Fliese

Die 1895 gegründete Kolonie Karlshorst hatte viele Kirchenanhänger beiderlei Konfession, die anfänglich zur Friedrichsfelder Kirchengemeinde gehörten. Da der Weg zur dortigen Kirche ziemlich weit war, wurde den Gemeindemitgliedern gestattet, für ihre Gottesdienste den „Kaiserpavillon“ zu benutzen, der an der Einmündung der Kaiser-Wilhelm- in die Prinz-Heinrich-Straße (heute: Lehndorff- und Wandlitzstraße) stand und bei Pferderennen auf der Hindernisrennbahn den kaiserlichen Majestäten als Empfangssalon diente.
Als die evangelische Kirchengemeinde Karlshorst am 1. Juli 1906 gegründet wurde, beschlossen die Mitglieder deshalb als eine vordringliche Aufgabe den Bau einer eigenen Kirche, wofür nach damaligem Recht auch ein eigener Friedhof vorhanden sein musste. Nachdem dies durch einen Kompromiss mit der Friedrichsfelder Gemeinde und die Anlage des Karlshorster und Neuen Friedrichsfelder Friedhofs geklärt werden konnte, wurde 1907 unter den damaligen Architekten ein Wettbewerb ausgelobt. Unter anderem beteiligte sich auch Alfred Messel mit Entwürfen. Den Auftrag erhielten schließlich die Architekten Peter Jürgensen und Jürgen Bachmann, die später auch die Entwürfe für das Rathaus Schöneberg lieferten.
Sie entwarfen ein Backsteingebäude in freier Formgebung mit zahlreichen Anleihen an Kirchenbauten der Renaissance; die Grundsteinlegung erfolgte am 9. Mai 1909. Die Kirche, die keinen gesonderten Namen erhalten hatte, wurde am 8. Mai 1910 in Anwesenheit von August Wilhelm Prinz von Preußen, Sohn Wilhelms II., des damaligen summus episcopus der Evangelischen Landeskirche der älteren Provinzen Preußens, eingeweiht, einschließlich des angebauten Küsterhauses (nördlich) und Pfarrhauses (südlich) im gleichen Stil.
Im Jahr 1924 hatte sich an der Kirche ein kirchlicher Hilfsverein gegründet, der ein breites soziales Engagement zum Ziel hatte: ein Kinderhort (am Hönower Wiesenweg) und eine Suppenküche konnten eingerichtet sowie ein Hilfsdienst für Kriegsverwundete angeboten werden.
Während der Zeit des Nationalsozialismus wurde der Kirchenraum mit Hakenkreuzfahnen geschmückt, auch Massentrauungen für SA-Angehörige mussten vorgenommen werden. Doch die Kirchengemeinde widersetzte sich bald dieser Entwicklung: Pastor Martin Niemöller hielt hier Andachten. Martin Voelkel, Mitglied der Bekennenden Kirche, war von 1930 bis 1950 Pfarrer der Gemeinde.
Gegen Ende des Zweiten Weltkriegs wurde das Gotteshaus schwer beschädigt. Es konnte danach nicht wieder hergerichtet werden, weil das Kirchengelände im Sperrgebiet lag, das die Rote Armee als Standort für ihre Militäradministration in Deutschland eingerichtet hatte. Der Bau diente nun als Speicher und Pferdestall, wurde aber nicht mutwillig zerstört. Der sowjetische Stadtkommandant Pjotr Dibrowa stellte 1955 die Kirche der Regierung der DDR wieder zur Verfügung. Diese übergab sie am 23. Mai 1955 in Anwesenheit der Gemeinde an den Bevollmächtigten des Rates der Evangelischen Kirche in Deutschland Heinrich Grüber. Dazu gehörten neben dem Gotteshaus das Pfarr- und Küsterhaus sowie der Kindergarten.
Durch den Einsatz vieler jugendlicher Freiwilliger aus vier Ländern im Rahmen eines ökumenischen Aufbaulagers, als Vorläufer der „Aktion Sühnezeichen“, wurden das Dach repariert, wenig später die Empore, die Fenster und der Fußboden. Die Kirche erhielt eine neue Kanzel und neues Gestühl, der Altar wurde wieder hergerichtet. Farbige Fenster nach Entwürfen von Gerhard Olbrich wurden eingesetzt. Am 15. Juli 1956 weihte Bischof Otto Dibelius die Kirche wieder, sie erhielt nun den Namen „Zur frohen Botschaft“.
Bald nach der politischen Wende in der DDR, 1991 und 1993/1994, erfolgten umfassende Reparaturen und Sanierungsarbeiten, von der Turmbefestigung über den Einbau einer Fußbodenheizung, die Säuberung der Fenster bis zu entsprechenden Malerarbeiten. Ein feierlicher Gottesdienst am 1. Advent 1994 verkündete den Abschluss der Erneuerung.

## Turm und Glocken

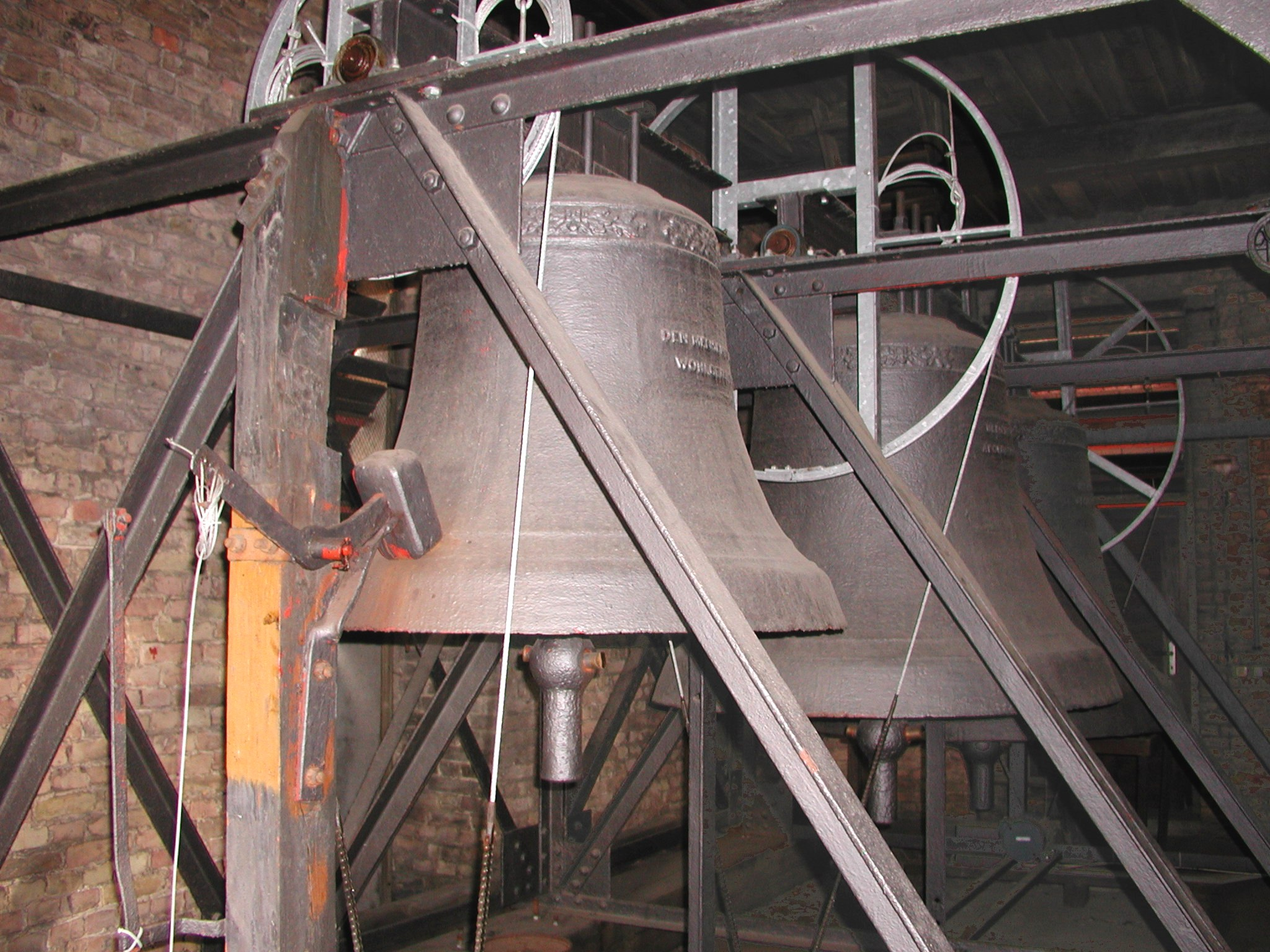
Glocken

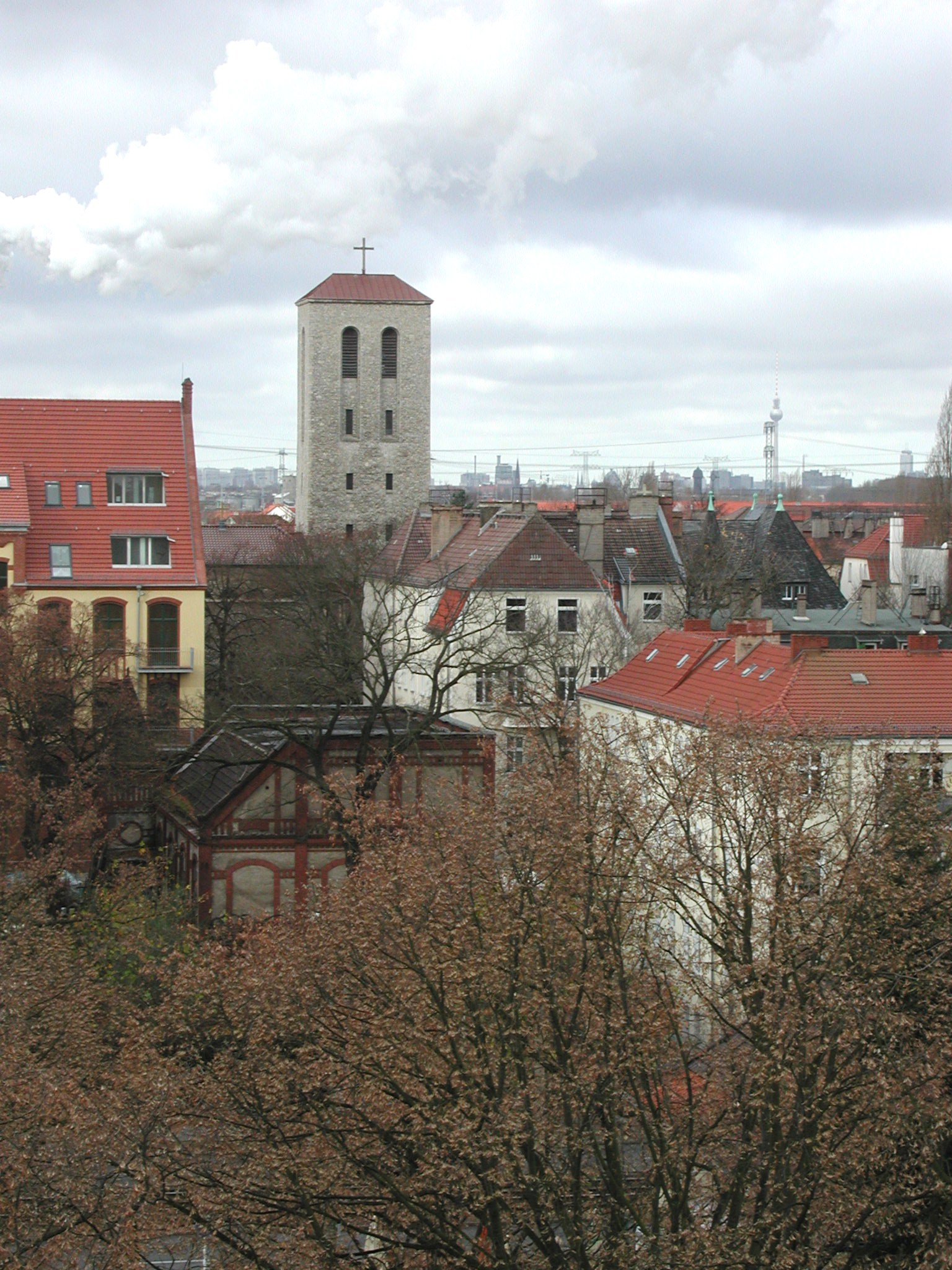
Blick vom Kirchturm

Der 56 Meter hohe Kirchturm, dessen Glockengeschoss von einer dekorativ gemusterten Brüstung umgeben und gegenüber dem Turmgrundkörper leicht zurückgesetzt ist, wird von einem achteckigen kupfergedeckten Spitzhelm bekrönt. Von der Höhe des Glockengeschosses bietet sich ein weiter Blick über Karlshorst bis zu den Müggelbergen.
Noch im Herbst des Jahres 1910 wurden im Turm drei Kirchenglocken aus Bronze installiert. Davon wurden zwei im Mai 1917 zur Herstellung von Kriegsgerät eingeschmolzen, die kleinste Glocke wurde nach Triptis verkauft (diese wurde dann im Zweiten Weltkrieg ebenfalls eingeschmolzen).
Nach dem Ende des Ersten Weltkriegs sammelte die Gemeinde Spenden für den Guss neuer Glocken. Für 102.000 Mark stellte die Firma Ulrich und Weule in Bockenem am Harz drei neue Eisenhartgussglocken her. Die Einweihung erfolgte bei einem Festgottesdienst am 19. März 1922. Das Geläut ist auf das der nahe gelegenen katholischen Kirche St. Marien abgestimmt.
Glockenübersicht
| Glocke | Name             | Gewicht | Durchmesser | Schlagton | Inschrift                     |
| ------ | ---------------- | ------- | ----------- | --------- | ----------------------------- |
| 1      | Sonntagsglocke   | 2050 kg | 1650 mm     | d'        | EHRE SEI GOTT IN DER HÖHE     |
| 2      | Totenglocke      | 1040 kg | 1300 mm     | fis'      | FRIEDEN AUF ERDEN             |
| 3      | Vaterunserglocke | 0555 kg | 1100 mm     | a'        | DEN MENSCHEN ZUM WOHLGEFALLEN |

## Inneres
Der Vorraum zur Kirche wird für Gottesdienste im kleinsten Kreis, aber auch für Musikabende (ein Cembalo ist vorhanden) oder als Familientreff mit Ausschank genutzt.

### Kirchenraum

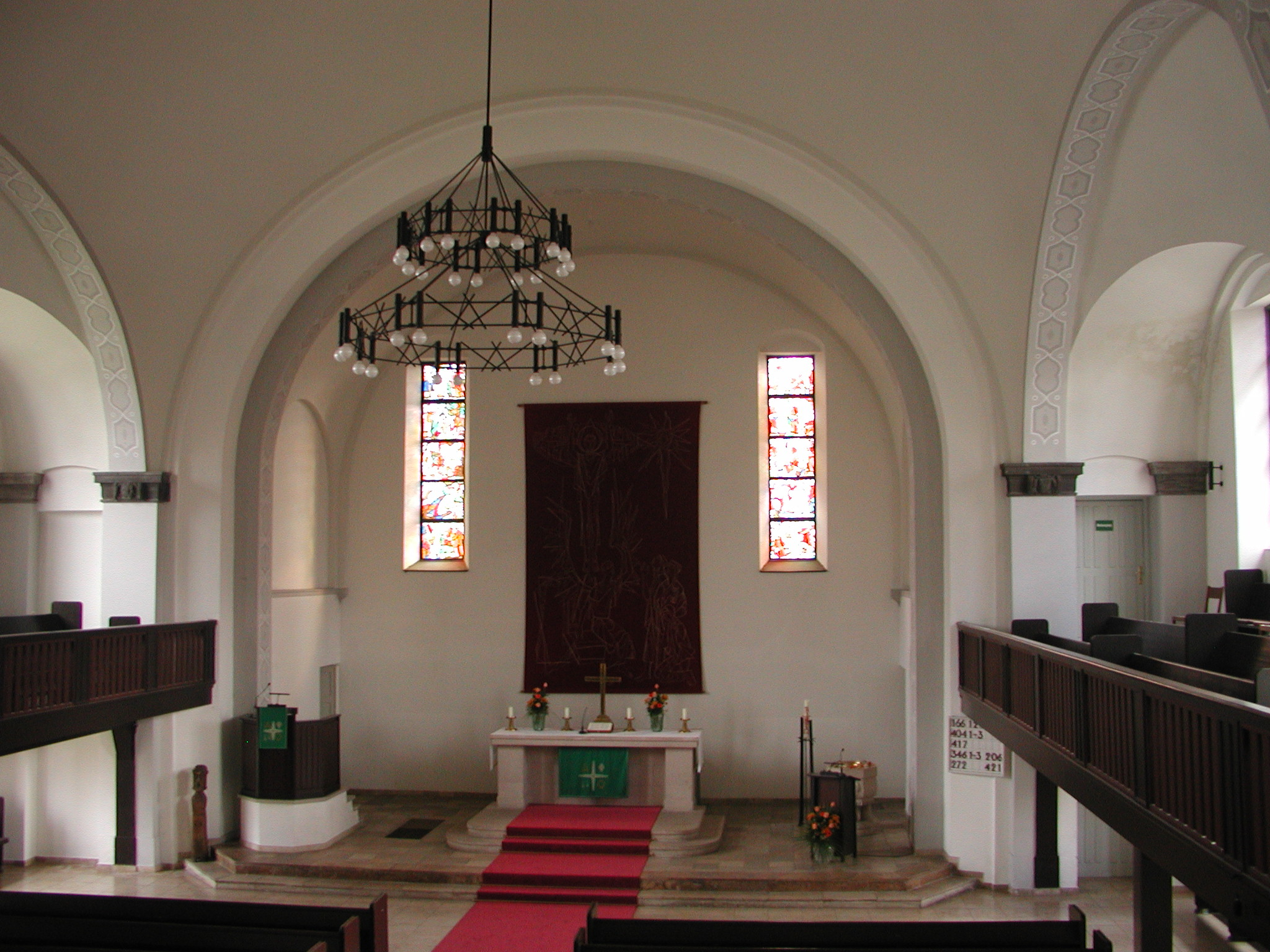
Kirchenraum mit Altar

Der große Kirchenraum ist eine Emporenhalle mit breitem Mittelschiff und schmalen Seitenschiffen. Das Mittelschiff ist mit zwei Hängekuppelgewölben gedeckt. Die quer gestellte gedrückten Tonnengewölbe über den Emporen der Seitenschiffe liegen niedriger als die Schildbögen der Mittelschiffsgewölbe, setzen aber in gleicher Höhe wie diese an. Die Gurtbögen innerhalb der Seitenschiffe liegen etwas niedriger. Auch der gerade geschlossene querrechteckige Altarraum hat ein Tonnengewölbe.
Ein Altarbild als Wandteppich in den Farben Rot und Weiß zeigt biblische Szenen. Den Altartisch ziert ein Antependium (Front-Altartuch), das von einem Mitglied der Gemeinde gestickt wurde. Das Altarkreuz ist aus Metall. Die Kanzel hat die Form eines Ambo, Im Altarraum steht außerdem ein Taufstein mit kupferner Taufschale sowie eine moderne Holzbildarbeit Christus mit der Dornenkrone, ein Geschenk der ungarischen Partnergemeinde Kosd.
Die Fenster im Chorraum sind moderne farbige Glasarbeiten und illustrieren die Themen „Wasser“ (linke Seite) und „Brot“ (rechte Seite). Im Kircheninneren findet man außerdem Erinnerungstafeln an die Gefallenen des Ersten Weltkriegs aus der Gemeinde.
In Jedem der beiden Mittelschiffsjoche hängt ein zweigeschossiger achteckiger schmiedeeiserner Leuchter.

### Orgel

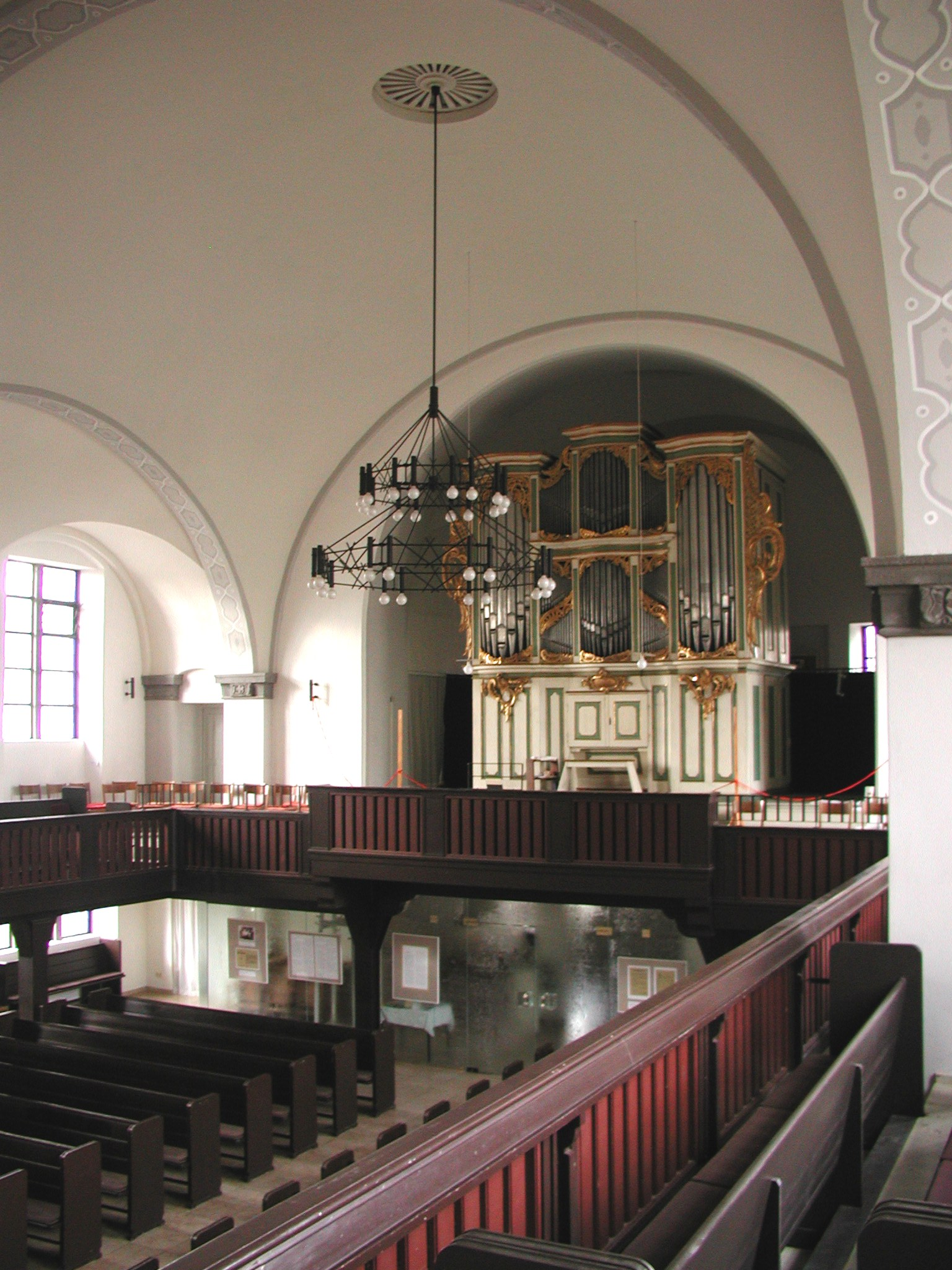
Amalienorgel

In dem Kirchenbau von 1910 war eine Orgel der Firma Wilhelm Sauer aus Frankfurt (Oder) mit 32 Registern in zwei Manualen eingebaut. Während der nichtkirchlichen Benutzung des Gotteshauses durch die Sowjetarmee zwischen 1945 und 1955 wurde die Orgel abgebaut, ihr Verbleib ist nicht aufgeklärt. So war es nach der Rückgabe der Kirche an die Gemeinde erforderlich, eine neue Orgel zu beschaffen. Es stellte sich als Glücksfall heraus, dass ein „kirchenloses“ Musikinstrument aufgefunden wurde, bei dem es sich um ein Werk des Orgelbaumeisters Johann Peter Migendt handelte, das dieser 1755/1756 für die Prinzessin Anna Amalia von Preußen gebaut hatte.
Dieses als Amalien-Orgel bekannte Instrument kam nach der Fertigstellung zunächst in das Berliner Stadtschloss und zwölf Jahre später ins Palais Unter den Linden, dann 1788 als Schenkung in die Schlosskirche nach Wendisch Buch (heute: Berlin-Buch), wo sie bis 1934 stand und fast in Vergessenheit geraten war. Die Pläne einer Versetzung in die Berliner Nikolaikirche, weswegen eine Renovierung bei der Firma Schuke in Auftrag gegeben worden war, kamen wegen des Krieges nicht zur Ausführung. Eine mehrfache Umsetzung des Instrumentes im Berliner Stadtzentrum (Münze, St.-Marienkirche) rettete es vor der Zerstörung.
Die Kirchengemeinde Karlshorst bekam nun diese gut erhaltene barocke Orgel geschenkt und installierte sie auf der Empore, am 19. Juni 1960 konnte die Orgelweihe vorgenommen werden. Das Instrument ist Berlins älteste weitgehend original erhaltene Orgel. Zwischen September 2009 und Dezember 2010 wurde die Orgel in der Dresdner Orgelwerkstatt Wegscheider restauriert. Die Orgel, welche auch im Rahmen von Konzerten erklingt, ist auch Ausbildungsinstrument für Studierende der Kirchenmusik an der Universität der Künste Berlin.

## Gemeindehaus

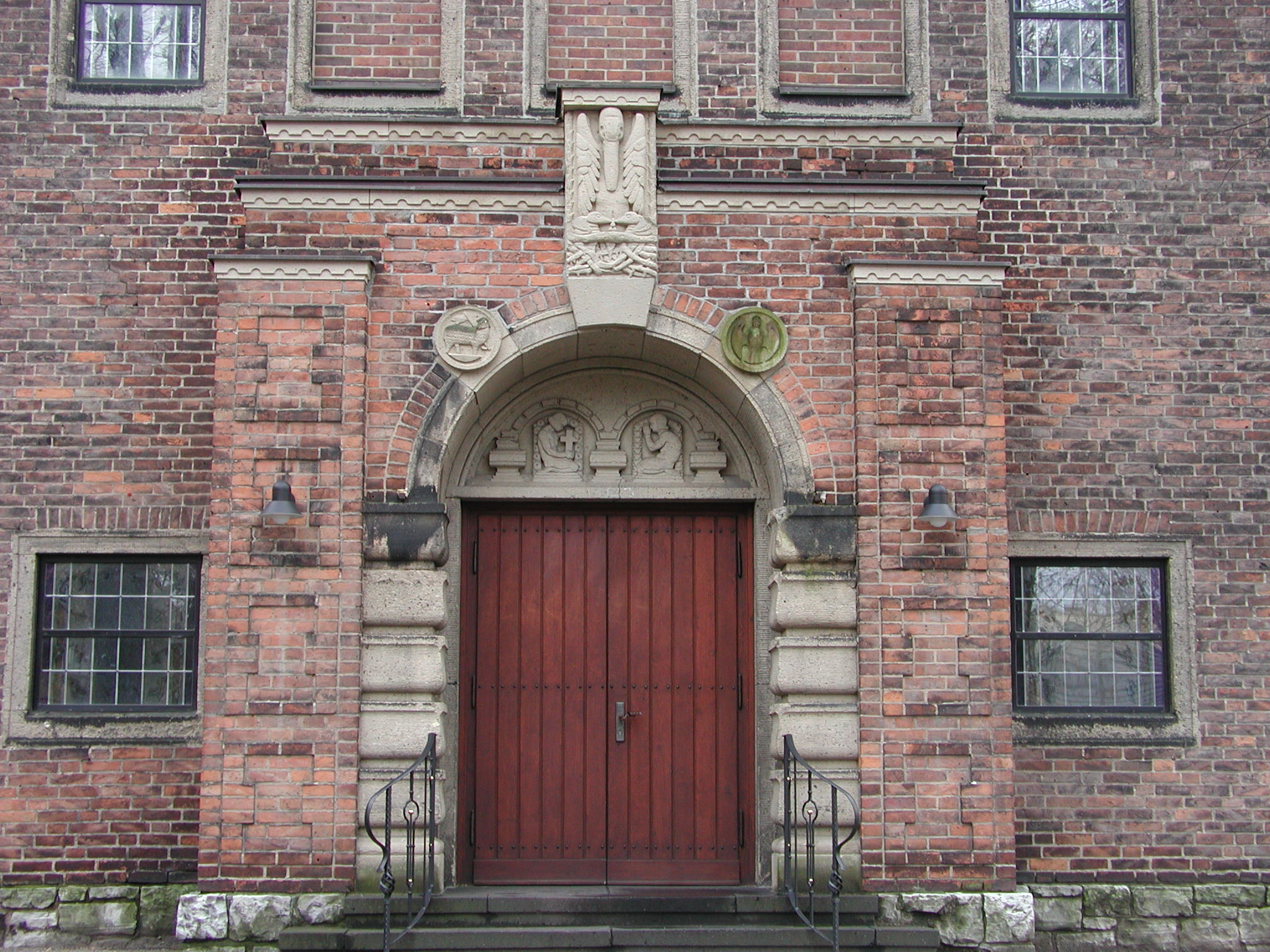
Haupteingang

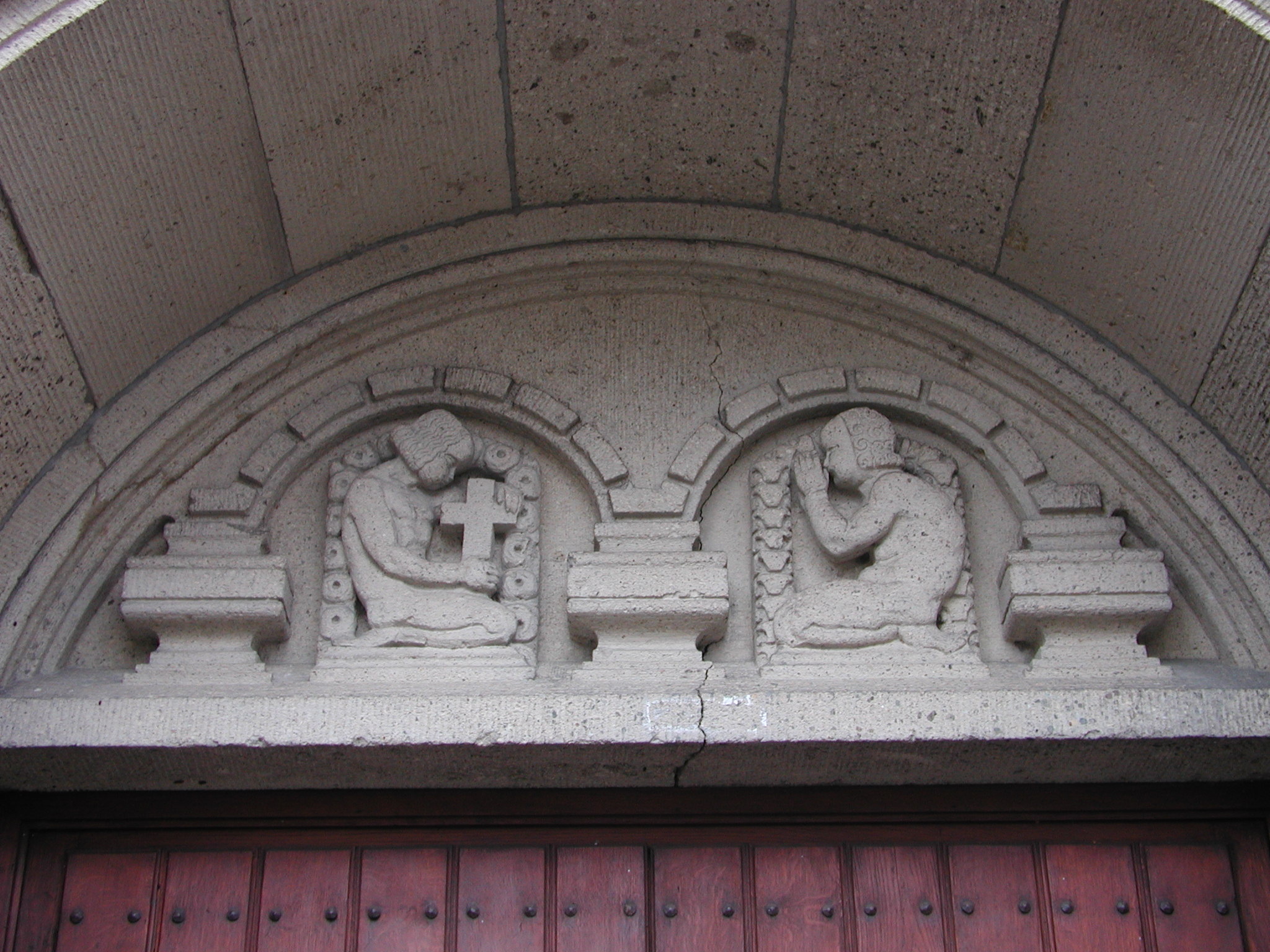
Tympanon über dem Portal

Im Zusammenhang mit den verstärkten sozialen Aktivitäten der Karlshorster Kirchengemeinde wurde ein eigenes Gemeindehaus notwendig. Dazu kaufte der Kirchenvorstand 1925 für 110.000 Mark (kaufkraftbereinigt in heutiger Währung: rund 510.000 Euro) das sogenannte Fürstenhaus in der Eginhardstraße 7–11, ein 1894 gebautes Privathaus, und ließ es umgestalten. Der recht trutzig wirkende Bau erhielt den Namen Wartburg. Hier wurde 1927 auf Initiative des Pfarrers auch eine „Evangelische Volksbücherei“ eröffnet.
Weil am Ende des Zweiten Weltkriegs die SS in diesem Haus Waffen und Munition lagerte, ließ die Rote Armee das gesamte Gebäude 1945 sprengen. Da das eigentliche Gotteshaus seit 1945 im sowjetischen Sperrgebiet von Karlshorst lag und daher nicht nutzbar war, beschloss der Gemeindekirchenrat 1948 einen vereinfachten Wiederaufbau des Gemeindehauses, um es für Gottesdienste zu nutzen; der Bau wurde 1951 abgeschlossen.
Nach der Rückgabe des Kirchengebäudes in der Weseler Straße an die Gemeinde im Jahr 1955 fanden nun das kirchliche Verwaltungsamt des Kirchenkreises Lichtenberg und ab 1976 die Superintendentur Lichtenberg im Gemeindehaus Unterkunft. Die hohen Räume des Hauses wurden 1984/1985 durch Einziehen einer Zwischendecke geteilt, sodass ab diesem Zeitpunkt der evangelische Kindergarten hier seine Heimstatt hatte. Nach 1990 wurde das Gebäude dem Diakonischen Werk Berlin-Brandenburg-schlesische Oberlausitz übertragen und zu einer Seniorenwohnanlage umgestaltet.
Als neues Gemeindehaus wurde 2003 eine zweigeschossige Villa in der Lehndorffstraße 11–15 ausgebaut, in der sich 1974–1989 die Residenz des japanischen Botschafters in der DDR befunden hatte. Das Gemeindehaus erhielt 2006 den Namen Lothar-Kreyssig-Haus. Für die vielfältigen Aktivitäten der Gemeinde am Standort Karlshorst wird außerdem das Küsterhaus als Gemeindebüro genutzt. Man organisiert regelmäßig eine Tafel, Kinder-, Jugend- und Seniorentreffs, Straßenfeste und weitere thematische Veranstaltungen (Frauenkreis, Männerkreis, Bläserkreis u. a.).